# Jolanta Zawadzka
Jolanta Zawadzka est une joueuse d'échecs polonaise née le 8 février 1987 à Wrocław. Grand maître international féminin depuis 2005, elle a remporté  quatre fois le championnat de Pologne féminin (en 2006, 2011, 2015 et 2018).
Au 1er février 2017, elle est la numéro deux polonaise et la 35e joueuse mondiale avec un classement Elo de 2 443 points.

## Compétitions de jeunes
Zawadka a remporté le championnat du monde féminin des moins de 18 ans en 2004 et la médaille d'argent lors du championnat du monde d'échecs  junior féminin en 2007.

## Compétitions par équipe
Jolanta Zawadzka a représenté la Pologne lors des six olympiades féminines de 2006 à 2016, remportant la médaille d'argent individuelle au troisième échiquier en 2012 et la médaille d'argent par équipe lors de l'olympiade d'échecs de 2016 à Bakou (elle jouait au deuxième échiquier de la Pologne).
Elle a participé à trois championnats du monde par équipe féminine (en 2007, 2009 et 2015), remportant la médaille de bronze individuelle au troisième échiquier en 2007.
Elle a été sélectionnée dans l'équipe de Pologne lors des six championnats d'Europe par équipe de 2005 à 2015, remportant cinq médailles : 
- médaille d'or par équipe en 2005 (elle jouait au troisième échiquier)
- médaille d'argent par équipe en 2007 (elle jouait au troisième échiquier)
- médaille d'argent par équipe et médaille d'argent individuelle en 2011 (elle jouait au deuxième échiquier)
- médaille de bronze par équipe en 2013 (elle jouait au deuxième échiquier).